# G.A.G.V. Pitch
De Groninger Albertiaanse Golf Vereniging (G.A.G.V.) Pitch, kortweg Pitch, is een algemene studenten golfvereniging opgericht op 14 februari 2005 onder de naam Groninger Studenten Golf Vereniging (G.S.G.V.). De vereniging is een officiële subvereniging van de RKSV Albertus Magnus sinds 2018. De vereniging is toegankelijk voor studenten van zowel de Rijksuniversiteit Groningen als de Hanzehogeschool Groningen.
De vereniging Pitch is sinds 31 maart 2008 aangesloten aan de Nederlandse Studenten Golf Vereniging (N.S.G.V.), wat betekent dat de leden qualifying kaarten kunnen inleveren voor hun handicap. Hiermee is het voor de leden ook mogelijk om door heel Nederland mee te doen aan toernooien die door de verschillende studenten golfverenigingen worden georganiseerd.

## Geschiedenis
In het najaar van 2004 speelde het idee bij zes enthousiaste studenten om de golfende Groningse studenten te verenigen. Op 14 februari 2005 werd dan ook de Groninger Studenten Golf Vereniging (G.S.G.V.) opgericht. Hiermee werd het via de G.S.G.V. mogelijk om de golfende Groningse student te voorzien in zijn of haar behoefte om les te nemen of om toernooien en competitie te spelen.
Sinds 2015 bestaat de samenwerking tussen de G.S.G.V. en RKSV Albertus Magnus. Op 1 januari 2018 is de vereniging een officiële subvereniging geworden van RKSV Albertus Magnus waarbij de naam is gewijzigd naar G.A.G.V. Pitch.